# Bahnhof Frankfurt (Oder) Oderbrücke

Der Bahnhof Frankfurt (Oder) Oderbrücke, bis nach 2000 nur Oderbrücke, ist ein Bahnhof in Frankfurt (Oder). Er dient ausschließlich als Grenzbahnhof zur Abfertigung des Güterverkehrs von und nach Polen. 2024 verkehrten hier 17.500 internationale Güterzüge von und nach Polen.

## Lage
Der Bahnhof liegt etwa  drei Kilometer südlich der Innenstadt von Frankfurt (Oder) am Streckenkilometer 3,4 der Bahnstrecke Frankfurt (Oder)–Poznań. Westlich des Bahnhofs ist die Ausfädelung der Strecke nach Poznań von der Strecke nach Guben, östlich des Bahnhofs beginnt die eigentliche Oderbrücke, in deren Mitte die Grenze zu Polen liegt.

## Geschichte
Im Potsdamer Abkommen wurde 1945 die Oder-Neiße-Linie als Grenze zwischen der Sowjetischen Besatzungszone (ab 1949 DDR) und Polen festgelegt. Damit wurde der Bahnhof Frankfurt (Oder) zum Grenzbahnhof, über den die Hauptlast des Eisenbahnverkehrs aus Deutschland nach Polen und der Sowjetunion lief. In den ersten Jahren waren dies vor allem die sogenannten Kolonnenzüge, mit denen Reparationsgüter aus Deutschland in die Sowjetunion transportiert wurden.
Als Ersatz für die 1945 von abrückenden Truppen der deutschen Wehrmacht zerstörte Oderbrücke begann die Rote Armee bereits unmittelbar nach ihrem Einmarsch in Frankfurt mit dem Bau einer provisorischen Ersatzbrücke. Diese Brücke, neben der alten Trasse gelegen, durfte nur im Schritttempo befahren werden und erwies sich auch wegen der anschließenden  Steigungen als Engpass. 1946 befahl die Sowjetische Militäradministration in Deutschland (SMAD), die alte Brücke wiederherzustellen. Am 17./18. März 1947 wurde die neue Brücke Belastungsproben unterzogen und von Vertretern der SMAD und der Deutschen Reichsbahn (DR) abgenommen. Vermutlich gab es bereits zu dieser Zeit einen provisorischen Bahnhof an der Oderbrücke zur Einfädelung der eingleisigen Strecke im Bereich der Brücke. Auch auf polnischer Seite wurde durch die DR ein Stellwerk eingerichtet.
Die Grenzabfertigung im Güterverkehr fand in dieser Zeit auf dem Frankfurter Personenbahnhof für die Einfuhr nach Deutschland und auf dem Verschiebebahnhof für die Ausfuhr statt; auch der Lokwechsel zwischen der DR und den polnischen Staatsbahnen (PKP) erfolgte grundsätzlich in Frankfurt.
Nach Gründung der DDR nahm der Außenhandel mit Polen, der Sowjetunion und anderen Staaten zu. 1950 begannen die Arbeiten für den Bau eines Grenzbahnhofs an der Oderbrücke. Wegen der schwierigen topographischen Verhältnisse waren größere Erdarbeiten notwendig. Zur Verbreitung des 14 Meter hohen ursprünglich zweigleisigen Bahndamms für acht Gleise waren 550.000 Kubikmeter Material nötig, 250.000 Kubikmeter davon stammten aus Trümmerschutt aus der von den Luftangriffen zerstörten Frankfurter Innenstadt. Am 23. Mai 1954 ging der neue Grenzbahnhof in Betrieb. Er dient seitdem als gemeinsamer Übergabebahnhof beider Bahnverwaltungen. Hier fand die Grenz- und Zollkontrolle zwischen beiden Staaten statt, ebenso bis heute der Lokwechsel im Güterverkehr.
Im ersten Jahr wurden 13 bis 17 Züge pro Tag in beiden Richtungen abgefertigt. Später stieg diese Zahl auf durchschnittlich 25 Züge im Export und 20 Züge im Import in den 1970er Jahren. In Spitzenzeiten lagen die Zahlen noch höher, etwa 30 Fahrplantrassen pro Tag waren möglich. In den 1980er Jahren sank die Zahl auf etwa 15 Züge täglich in beiden Richtungen. Nach der Wende in der DDR nahm die Auslastung weiter ab, 1998 wurden etwa 8 Züge in beide Richtungen pro Tag gezählt.
Bereits seit etwa 1964 gab es Untersuchungen zum Bau einer direkten Verbindungskurve vom Bahnhof in Richtung Eisenhüttenstadt. In dieser Relation waren viele Kohle- und Erzzüge zum dortigen Eisenhüttenkombinat unterwegs, die im Frankfurter Personenbahnhof oder im Rangierbahnhof Kopf machen mussten. Verschiedene Planungsvarianten wurden dabei diskutiert, wobei die schwierige Topographie des Geländes zu berücksichtigen war. In die engere Wahl kamen dabei die „kurze Kurve“ südlich des Bahnhofs, die allerdings den Bahnhof mit seinen Abfertigungseinrichtungen nicht berührte und die „lange“ Kurve. Letztere sollte vom Bahnhof zunächst nach Westen unter der Gubener Strecke hindurch führen, sich dann nach Süden wenden, die Autobahn überqueren und dann von Nordwesten in die Strecke nach Guben einmünden. Eine entsprechende Studie lag 1974 vor; 1979 startete die DR einen Projektierungsauftrag. Dabei kam es zu Protesten von Anwohnern, weil die Strecke durch bebautes Gebiet führen sollte. 1984 wurde das Projekt endgültig eingestellt. Offizieller Grund war die Aufnahme der Fährverbindung Mukran–Klaipėda in die damalige Sowjetunion. Dadurch konnten die Transportkapazitäten erhöht werden und es gab eine Alternative zum Verkehr durch Polen, das mit dem Aufkommen der Solidarność-Bewegung als politisch unsicher galt.
Am 28. Mai 1988 wurde von polnischer Seite bis in den Bahnhof Oderbrücke der elektrische Betrieb mit 3000 V Gleichstrom aufgenommen. Im Dezember 1990 folgte von deutscher Seite die Elektrifizierung mit 15 kV Wechselstrom. Wegen der Steigungen im Bahnhofsbereich liegt die Trennstelle nicht in Bahnhofsmitte, sondern so, dass etwa zwei Drittel des Bahnhofs unter der polnischen Gleichstromfahrleitung liegen. Im Dezember 2008 wurde der Bahnhof an ein Elektronisches Stellwerk angeschlossen.
Nach 1990 wurde die Zollkontrolle für Exportgüter schrittweise auf andere Bahnhöfe verlagert. Der Bahnhof Oderbrücke diente seitdem nur noch der Kontrolle für den Import nach Deutschland. Nach der EU-Erweiterung 2004 mit dem Beitritt Polens zur Europäischen Union und 2007 zum Geltungsbereich des Schengener Abkommens verlor er auch diese Funktion. Nach wie vor hat er aber Bedeutung für die betriebliche Übergabe der Güterzüge zwischen beiden Bahnverwaltungen und als Lokwechselbahnhof im Güterverkehr. Im Personenverkehr wurden (und teilweise werden) die Bahnhöfe Frankfurt (Oder) und Rzepin für den Lokwechsel genutzt und zwischen beiden Bahnhöfen mit Diesellokomotiven befördert. Die Eurocity-Züge (Berlin-Warszawa-Express) verkehren mit Mehrsystemlokomotiven, die einen Lokwechsel überflüssig machen. Allerdings müssen diese Züge im Bahnhof Oderbrücke einen Betriebshalt einlegen, um die Lokomotiven an die unterschiedlichen Sicherungssysteme beider Bahnen anzupassen.

## Anlagen

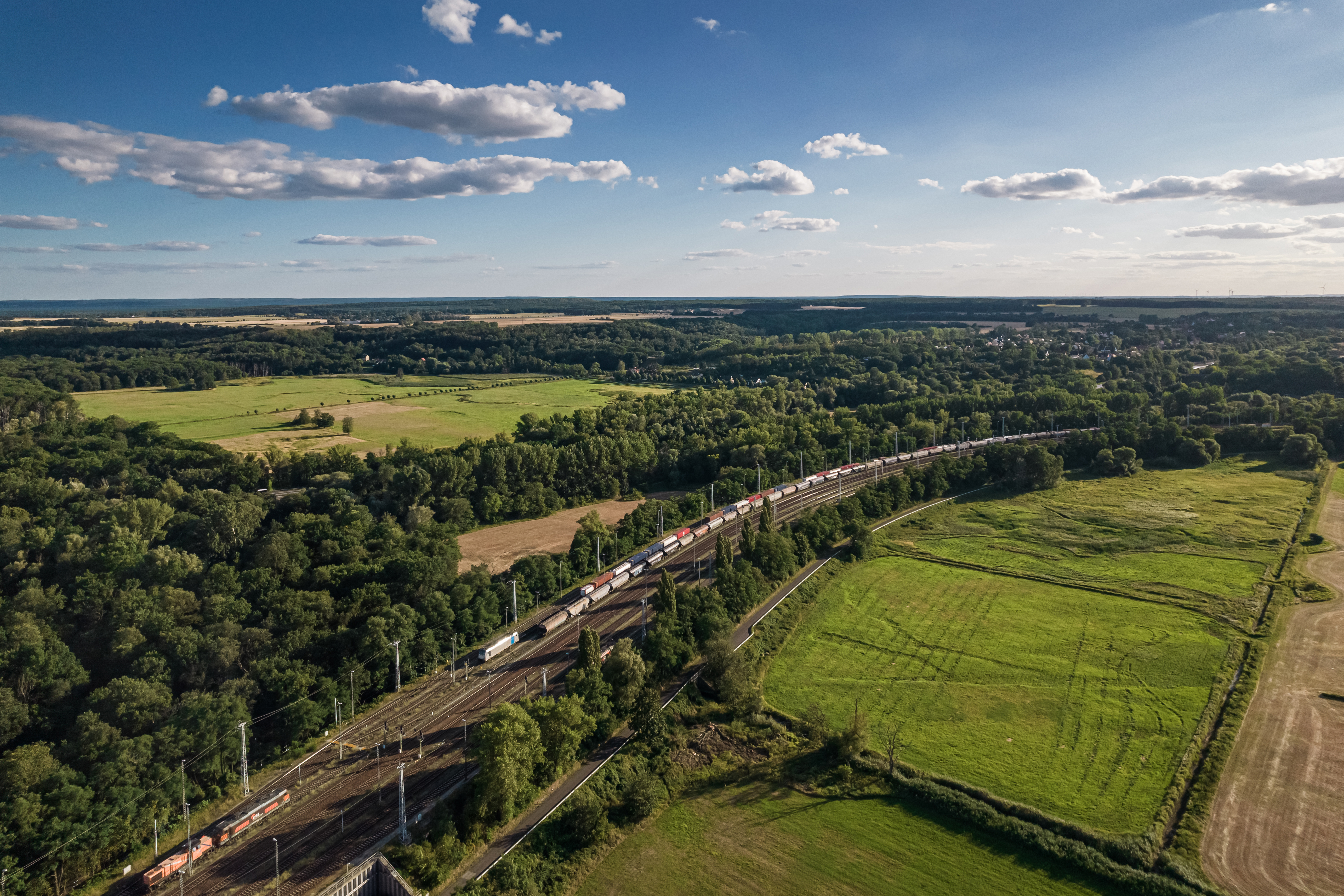
Luftaufnahme 2022

Neben den beiden Streckengleisen besteht der Bahnhof aus jeweils drei Gleisen nördlich (Importseite) und südlich (Exportseite) der durchgehenden Hauptgleise. Zwei Stellwerke gab es, das Befehlsstellwerk B2 auf der Ost- und das Wärterstellwerk W1 auf der Westseite des Bahnhofs. Diese wurden Anfang des Jahres 2008 durch ein Elektronisches Stellwerk ersetzt. Die Abfertigungseinrichtungen der Importgruppe befanden sich zunächst in Baracken, die ursprünglich als Baustelleneinrichtungen dienten. Für die Exportseite kamen zunächst zwei Wagenkästen zum Einsatz, später wurde eine Baracke und 1972 ein größerer Leichtmetallbau gebaut. Die Baracken auf der Importseite wurden 2006 abgerissen. 2008 wurde auf der Importseite ein Neubau eingeweiht, der seitdem der gesamten Abfertigung dient.

## Fahrzeugeinsatz
Die PKP beförderte die Züge mit ihren Lokomotiven seit dessen Eröffnung bis in den Bahnhof Oderbrücke. Für den Transport der Züge in den Frankfurter Rangierbahnhof gab es spezielle Lokomotiven, die nach dem betrieblichen Kürzel des Bahnhofs Odk-Lokomotiven genannt wurden. Lange Zeit kamen dabei Loks der Baureihe 52 zum Einsatz. 1978 kam die erste Diesellok der Baureihe 106 hinzu. Geplant war, den Dampflokeinsatz am 31. Juli 1981 zu beenden. Wegen der Treibstoffknappheit in der DDR als Folge der Ölkrise wurde dieses Vorhaben zurückgestellt, so dass der letzte Einsatz der Baureihe 52 am 14. Oktober 1986 stattfand. Seit 1995 gibt es keine speziellen Odk-Lokomotiven mehr, nachdem der Frankfurter Rangierbahnhof zunächst teilweise und später fast vollständig geschlossen wurde. Die deutschen Zuglokomotiven transportieren die Züge nun direkt in den Bahnhof Oderbrücke.  Eine Diesellokomotive dient dem Abtransport der Elektroloks aus dem Bereich mit dem jeweils anderen Stromsystem und dem Rangieren von Schadwagen.